# Ławy (województwo świętokrzyskie)
Ławy – wieś w Polsce położona w województwie świętokrzyskim, w powiecie kazimierskim, w gminie Opatowiec. Leży u zbiegu rzek Nidzicy i Wisły
| SIMC    | Nazwa      | Rodzaj    |
| ------- | ---------- | --------- |
| 0257934 | Gaj        | część wsi |
| 0257940 | Stara Wieś | część wsi |

Wschodnia część wsi położona jest wzdłuż przebiegu drogi krajowej nr 79. 
Wieś królewska starostwa nowokorczyńskiego, położona była w drugiej połowie XVI wieku w powiecie proszowskim województwa krakowskiego. W latach 1975–1998 miejscowość administracyjnie należała do województwa kieleckiego.

## Historia
W XIX wieku miejscowość opisana jest jako: Ławy – wieś u zbiegu rzeki Nidzioy (obecna nazwa Nidzica) z Wisłą w powiecie pińczowskim, gmina i parafia Bejsce. W 1827 r. wieś posiadała 8 domów i 54 mieszkańców.